# Jacksonville Jaguars 1998
La stagione 1999 dei Jacksonville Jaguars è stata la 4ª della franchigia nella National Football League che vinse il primo titolo di division della sua storia.

## Calendario

### Stagione regolare
| Stagione regolare |                    |                        |                    |                    |
| Turno             | Data               | Avversario             | Risultato          | Pubblico           |
| 1                 | 6/9/1998           | at Chicago Bears       | V 24–23            | 55,614             |
| 2                 | 13/9/1998          | Kansas City Chiefs     | V 21–16            | 69,821             |
| 3                 | 20/9/1998          | Baltimore Ravens       | V 24–10            | 67,069             |
| 4                 | 27/9/1998          | at Tennessee Oilers    | V 27–22            | 34,656             |
| 5                 | Settimana di pausa | Settimana di pausa     | Settimana di pausa | Settimana di pausa |
| 6                 | 12/10/1998         | Miami Dolphins         | V 28–21            | 74,051             |
| 7                 | 18/10/1998         | at Buffalo Bills       | S 17–16            | 77,635             |
| 8                 | 25/10/1998         | at Denver Broncos      | S 37–24            | 75,217             |
| 9                 | 1/11/1998          | at Baltimore Ravens    | V 45–19            | 68,915             |
| 10                | 8/11/1998          | Cincinnati Bengals     | V 24–11            | 67,040             |
| 11                | 15/11/1998         | Tampa Bay Buccaneers   | V 29–24            | 72,974             |
| 12                | 22/11/1998         | at Pittsburgh Steelers | L 30–15            | 59,124             |
| 13                | 29/11/1998         | at Cincinnati Bengals  | V 34–17            | 55,432             |
| 14                | 6/12/1998          | Detroit Lions          | V 37–22            | 70,717             |
| 15                | 13/12/1998         | Tennessee Oilers       | S 16–13            | 65,657             |
| 16                | 20/12/1998         | at Minnesota Vikings   | S 50–10            | 64,363             |
| 17                | 28/12/1998         | Pittsburgh Steelers    | V 21–3             | 74,143             |

### Playoff
| Playoff    |           |                      |           |          |
| Turno      | Data      | Avversario           | Risultato | Pubblico |
| Wild-Card  | 3/1/1999  | New England Patriots | V 25–10   | 71,139   |
| Divisional | 10/1/1999 | at New York Jets     | S 34–24   | 78,817   |